# کوه بونانزا
کوه بونانزا (به انگلیسی: Bonanza Peak) یک کوه در ایالات متحده آمریکا است که در واشینگتن واقع شده‌است. کوه بونانزا ۲٬۹۰۰٫۵۱ متر بالاتر از سطح دریا واقع شده‌است.